# Klus (Prättigau)

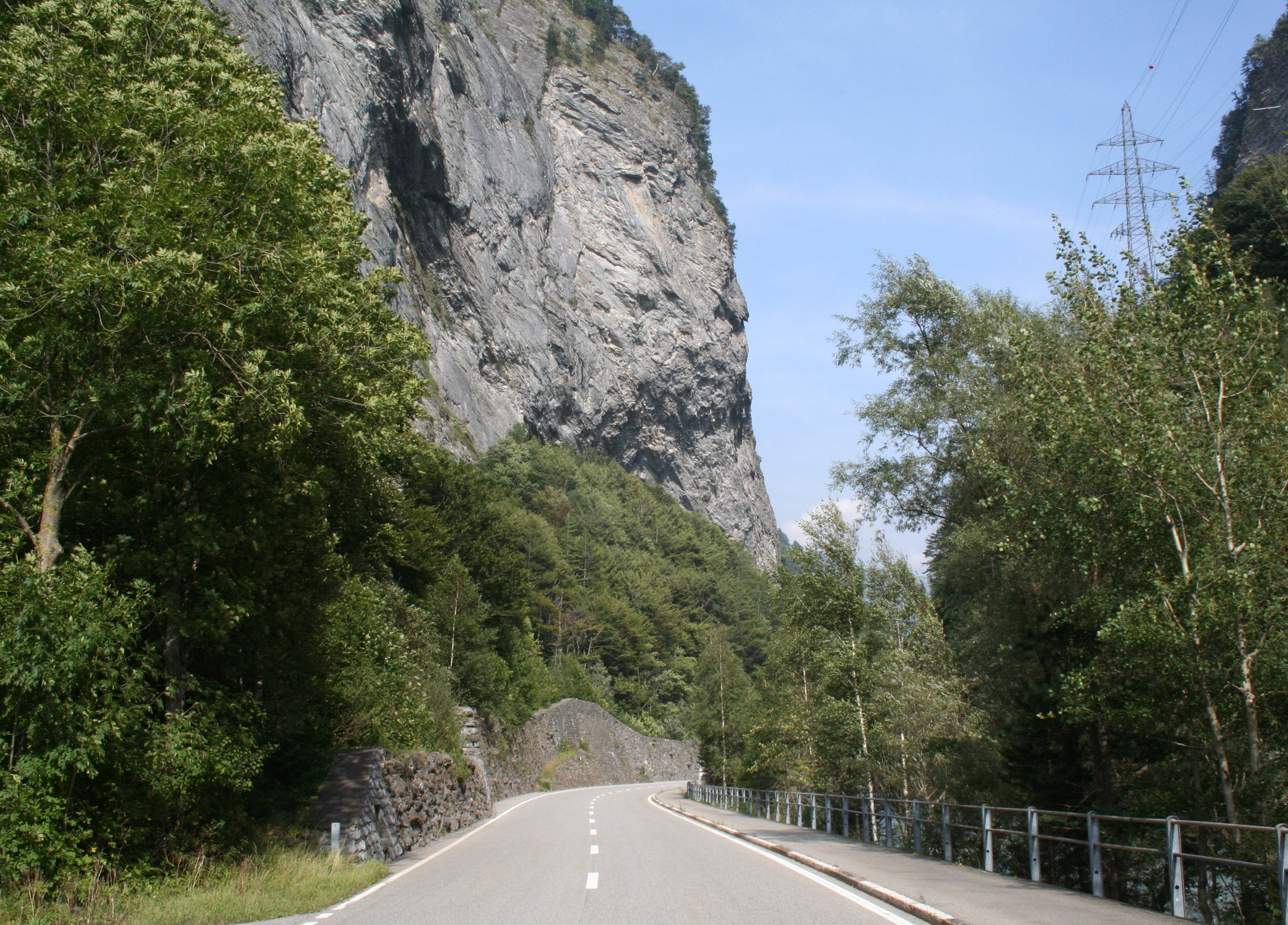
Alte Strasse durch die Klus

Die Klus (sowohl im bündnerdeutschen als auch im walserdeutschen Dialekt Chlus, veraltet Clus, abgeleitet vom geologischen Allgemeinwort Klus) ist der schluchtartige Eingang zum Prättigau im Kanton Graubünden.

## Geographie
Die Klus bildet jeweils nach Osten hin den Abschluss der Landschaften der Bündner Herrschaft im Norden und der Fünf Dörfer im Süden. Zugleich markiert sie die Sprachgrenze zwischen dem Bündnerdeutsch des Churer Rheintals und dem Walserdeutsch des Prättigaus. Durchflossen wird die Klus von der Landquart.

## Verkehr
Der Individualverkehr wird auf der Hauptstrasse 28 durch einen Tunnel geführt. Parallel dazu verläuft der Zugverkehr der Vereinalinie Chur – Scuol und der Linie Chur – Davos der Rhätischen Bahn gleichfalls durch den Berg.
Die alte Kantonsstrasse zieht sich in freier Strassenführung der Landquart entlang. In der Klus, unterhalb der nördlichen Felswand, liegen die Ruinen der Burg Fracstein.

## Galerie

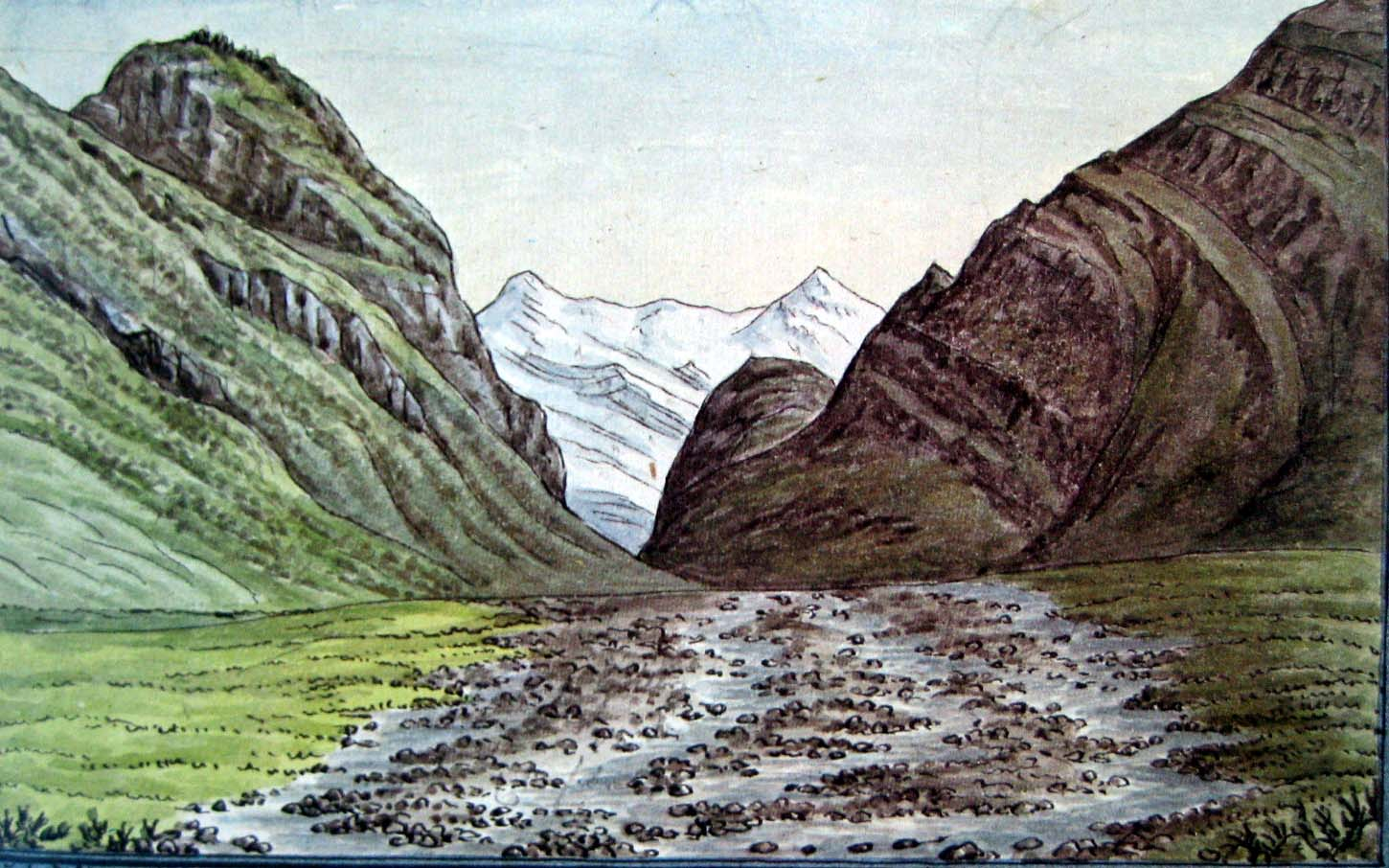
Historischer Blick auf die Klus; 1818
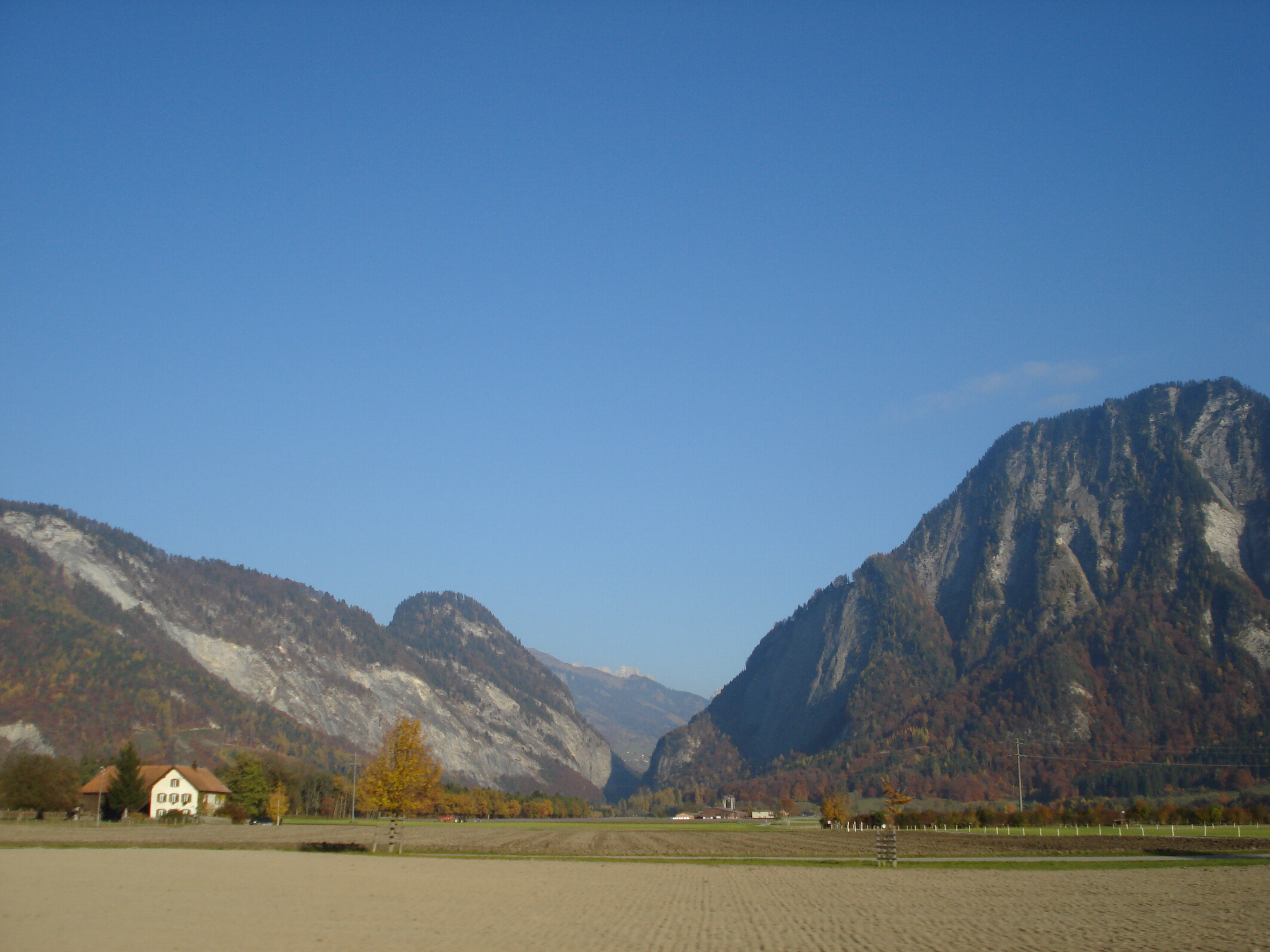
Heutiger Blick; 2007
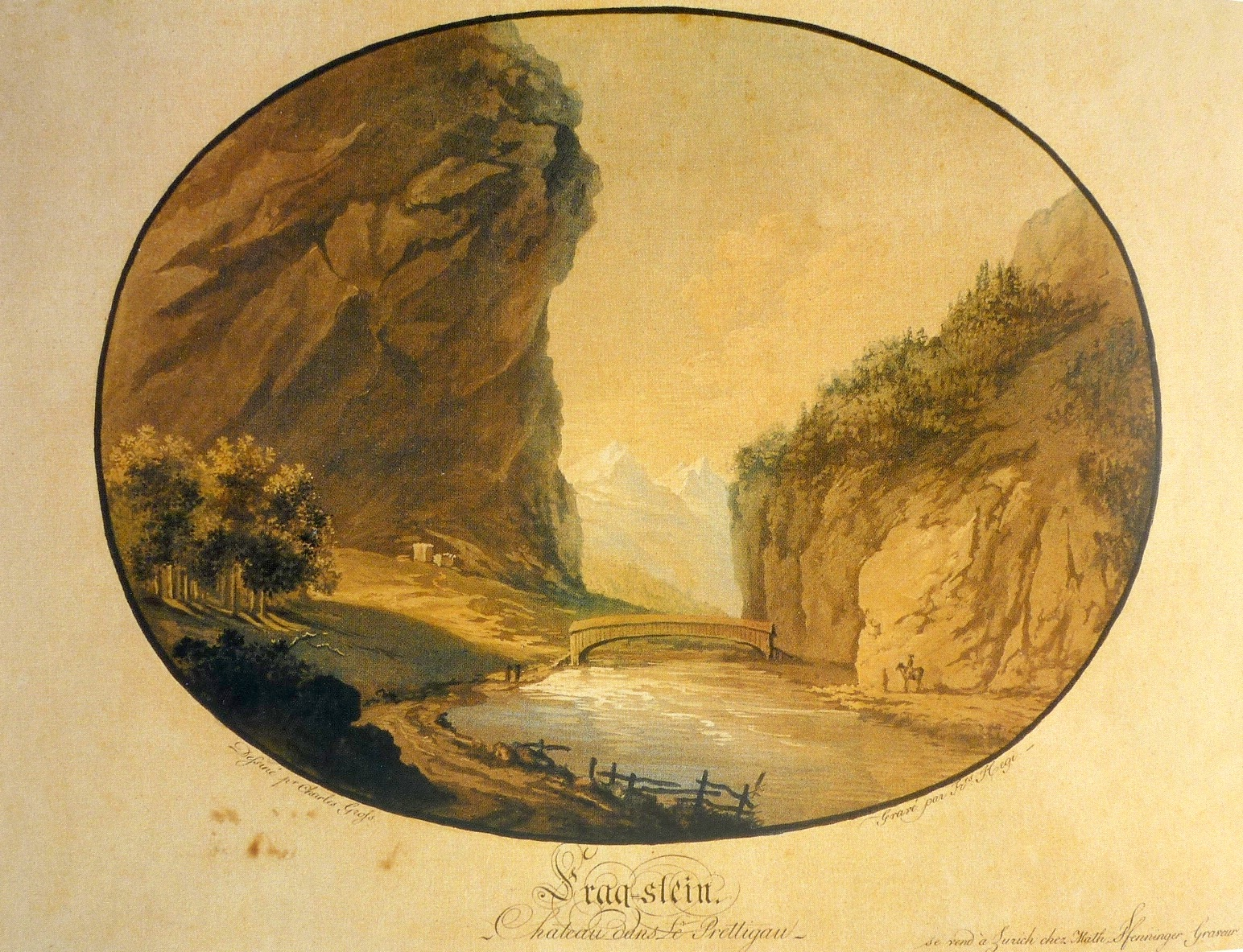
Klus um 1790, links die Ruine der Burg Fracstein
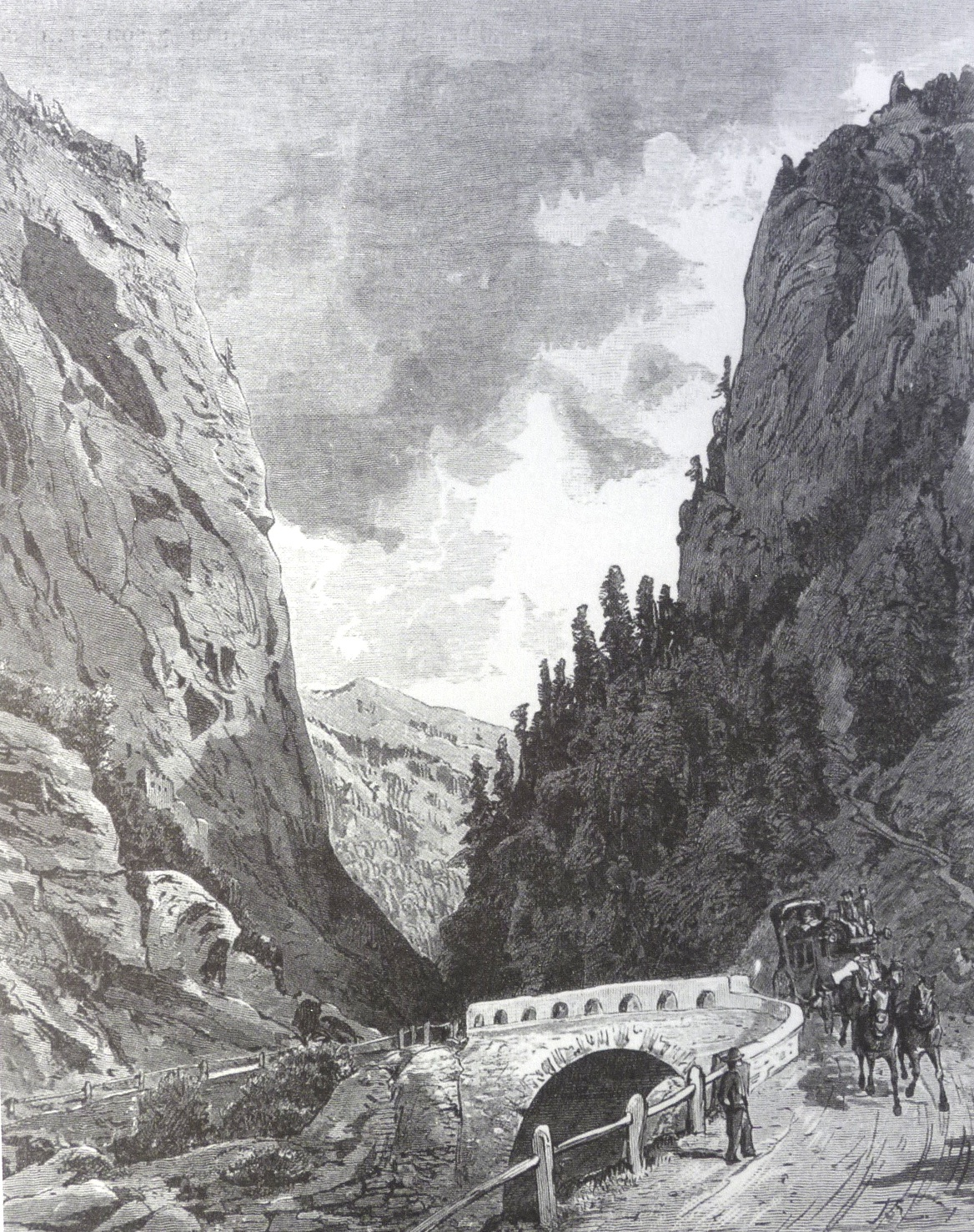
Um 1865